# مسجد بيت الحميد
مسجد بيت الحميد (بالإنجليزية: House of the Praiseworthy) هو أكبر مسجد للجماعة الأحمدية في غرب الولايات المتحدة بمساحة 19,000 قدم مربع (1,800 م2) مقام على ما يقرب من 5 أكر (20,000 م2). تم بناؤه بدايةً في 1989 بتكلفة 2.5 مليون دولار، بالكامل من تبرعات الجماعة الأحمدية، ويقع شرق لوس أنجلوس في تشينو (كاليفورنيا)، داخل مقاطعة سان بيرناردينو مباشرةً. توفر جبال سان غابرييل خلفية جميلة لهذا المسجد المستوحى من الطراز الإسباني مع وسائل الراحة الحديثة.